# Королевское филателистическое общество Лондона
Королевское филателистическое общество Лондона (англ. Royal Philatelic Society London) — старейшее в мире объединение коллекционеров почтовых марок, основанное в Лондоне в 1869 году.

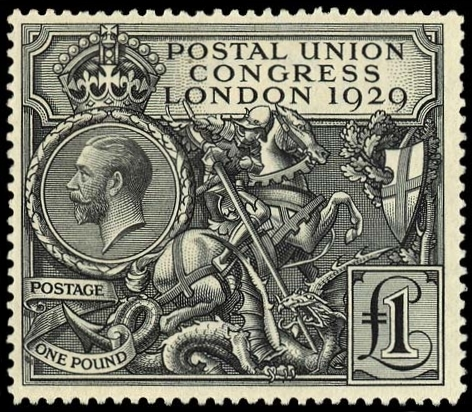
Почтовая марка Великобритании с портретом Георга V, выпущенная в честь IX Всемирный почтовый конгресс в Лондоне (1929)

## История
В 1906 году король Эдуард VII пожаловал этому объединению королевский титул, что было не в последнюю очередь предопределено тем фактом, что сын короля, герцог Йоркский и впоследствии монарх Георг V, был увлечённым филателистом. В течение долгого времени, до своего вступления на британский трон в 1910 году, Георг V стоял во главе Общества. Под руководством будущего короля Общество прослыло «самой элитной и традиционной организацией коллекционеров марок в мире». В 1924 году Георг V разрешил Обществу размещать королевский герб на своих деловых бумагах.

## Современность
Общество насчитывает более 1500 членов, которые проводят регулярные встречи как в Великобритании, так и за её пределами, всемерно продвигая филателию во всём мире. Принятие в члены Королевского филателистического общества — особая привилегия, признание вклада в развитие филателии, сделанного тем или иным коллекционером, и этой чести удостаиваются наиболее достойные.
В настоящее время в качестве покровителя Общества выступает королева Елизавета II, которая сама является филателисткой. Часть королевской коллекции демонстрируется в её резиденции по традиции в сентябре каждого года.

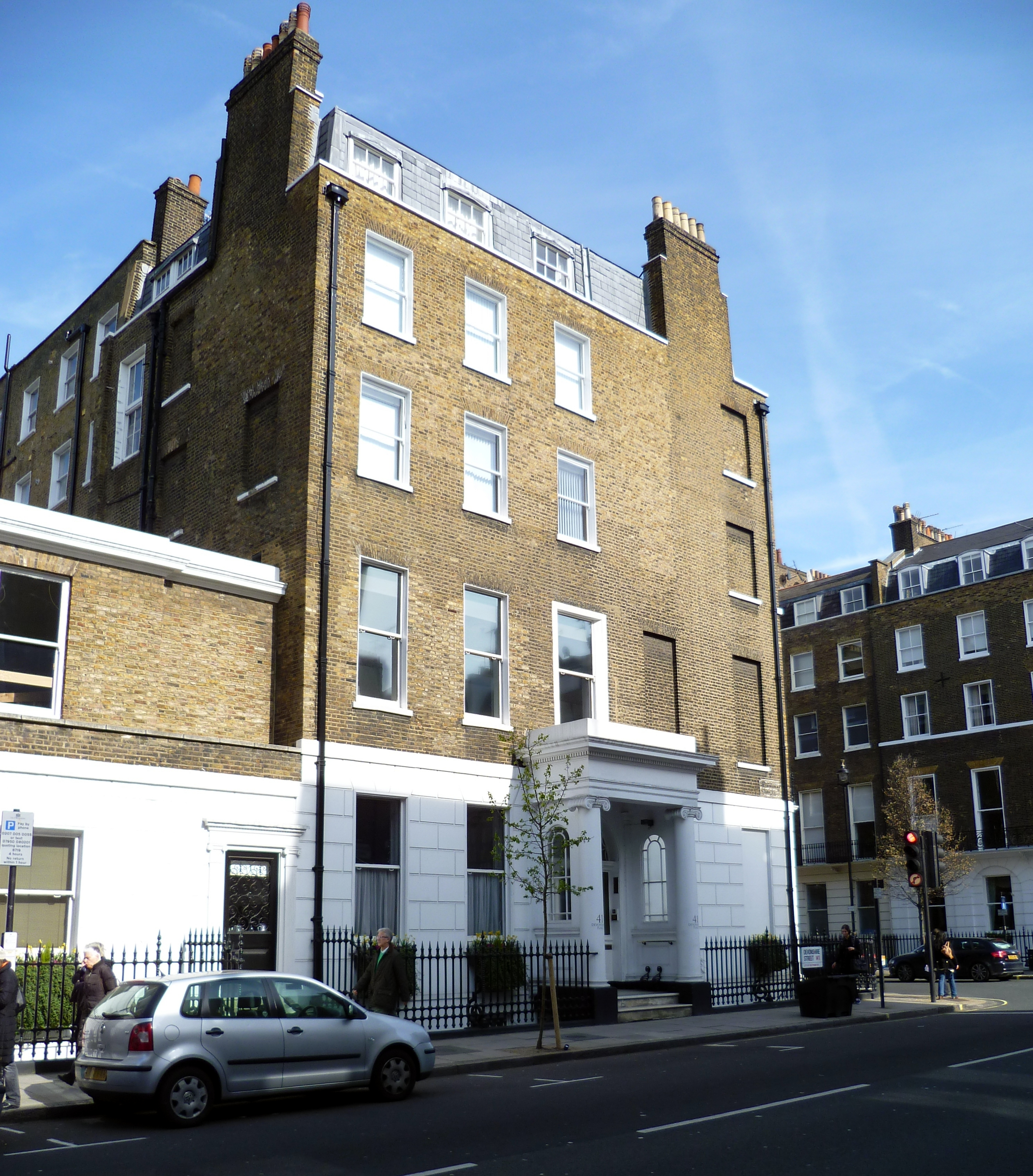
Помещения Королевского филателистического общества Лондона по адресу: Девоншир-Плейс, д. 41, W1G 6JY

## Штаб-квартира
Первоначально, с момента создания организации, её члены проводили собрания в домах участников. Позднее, в 1925 году, Королевское филателистическое общество приобрело здание — дом № 41 на Девоншир-Плейс, в Лондоне, и располагается там до сих пор.

## Журнал Общества
Печатным органом Королевского филателистического общества и его визитной карточкой является журнал «The London Philatelist» («Лондонский филателист»). В нём печатаются уникальные по своему содержанию статьи, авторы которых известны как наиболее знающие специалисты в области филателии. Редакция журнала не начисляет авторам гонорары за размещение статей, однако по прошествии шести месяцев со дня публикации авторы могут получать вознаграждения в случае покупки своих материалов заинтересованными лицами. Журнал, как и само Общество, отличается консервативностью и приверженностью традициям, что отражается даже в неизменности дизайна обложки журнала и его основных атрибутов с момента основания в 1892 году.

## Награды Общества
Главной почётной наградой Общества является медаль Кроуфорда. Общество также присуждает следующие серебряные медали:
- медаль Тиллеарда[англ.] — за самый лучший большой экспонат по какому-либо аспекту филателии одного или не более двух почётных членов или членов Общества в соответствующем периоде.
- медаль Ли (Lee Medal) — за самый лучший доклад, посвящённый какому-либо аспекту филателии, сделанный одним почётным членом или членом Общества в соответствующем периоде.
- медаль Таплинга — за лучший доклад, написанный почётным членом или членом Общества и опубликованный в «Лондонском филателисте» в соответствующем периоде.